# Split Enz
Split Enz byla novozélandská hudební skupina, kterou založili v roce 1972 v Aucklandu Phil Judd a Tim Finn. Původně se jmenovala Split Ends (Roztřepené konečky), později byl název upraven, aby obsahoval zkratku státu NZ. Tvorba skupiny zpočátku vycházela z beatu a art rocku, postupně přijímala různé vlivy od vaudevillu po punk rock a v osmdesátých letech patřili Split Enz v Austrálii a na Novém Zélandu k vůdčím představitelům nové vlny, pozornost vzbuzovali i svou pódiovou prezentací využívající originální kostýmy. Jejich největším hitem byla skladba „I Got You“, která byla v roce 1979 v čele novozélandské i australské hitparády a do svého repertoáru ji převzali i Pearl Jam. Osm skladeb skupiny bylo zařazeno na seznam APRA Top 100 New Zealand Songs of All Time. V roce 1984 Split Enz ukončili činnost, jejich členové pak působili ve skupinách Crowded House, Finn Brothers a ENZSO. Roku 2005 byli Split Enz uvedeni do ARIA Hall of Fame.

## Diskografie
- Mental Notes (1975)
- Second Thoughts (1976)
- Dizrythmia (1977)
- Frenzy (1979)
- True Colours (1980)
- Waiata (1981, v Austrálii vyšlo pod názvem Corroboree)
- Time and Tide (1982)
- Conflicting Emotions (1983)
- See Ya 'Round (1984)
- The Living Enz (1985, koncertní nahrávky)